# Gibsonia phaeospora
Gibsonia phaeospora är en svampart som beskrevs av Massee 1909. Gibsonia phaeospora ingår i släktet Gibsonia och familjen Ceratostomataceae.   Inga underarter finns listade i Catalogue of Life.